# 交響曲第33番 (ハイドン)
交響曲第33番 ハ長調 Hob. I:33 は、フランツ・ヨーゼフ・ハイドンが1760年頃に作曲した交響曲。

## 概要
初期の交響曲の一つで、エステルハージ家に仕える以前の、ボヘミアのモルツィン伯に仕えていた時代に書かれたことがほぼ確実である。
第32番と同様にトランペットとティンパニを含み、何か祝典的な機会に演奏されたと考えられている。

## 楽器編成
オーボエ2、ホルン2、トランペット2、ティンパニ、第1ヴァイオリン、第2ヴァイオリン、ヴィオラ、低音（チェロ、ファゴット、コントラバス）。

## 曲の構成
全4楽章、演奏時間は約22分。
- 第1楽章 ヴィヴァーチェ
ハ長調、4分の3拍子、ソナタ形式。

- 第2楽章 アンダンテ
ハ短調、4分の2拍子、ソナタ形式。
弦楽器のみで演奏され、変ホ長調に転調した後に半音階で上昇する神秘的な部分がある。

- 第3楽章 メヌエット - トリオ
ハ長調 - ヘ長調、4分の3拍子。

ハ長調の華やかなメヌエット主部に対し、ヘ長調のトリオは再び弦楽器のみにより、ヴァイオリンがシンコペーションの旋律を演奏する。

- 第4楽章 フィナーレ：アレグロ
ハ長調、4分の2拍子、ソナタ形式。

極端な跳躍音程が主題に現れる。